# Eccellenza Liguria 1994-1995
Il campionato italiano di calcio di Eccellenza regionale 1994-1995 è stato il quarto organizzato in Italia. Rappresenta il sesto livello del calcio italiano.
Questo è il campionato regionale della regione Liguria.

## Squadre Partecipanti
| Squadra                | Città                        | Stadio                   |
| ---------------------- | ---------------------------- | ------------------------ |
| Albenga Calcio         | Albenga (SV)                 |                          |
| U.S. Cairese           | Cairo Montenotte (SV)        |                          |
| U.S. Ceparana          | Ceparana (SP)                |                          |
| A.C. Entella Chiavari  | Chiavari (GE)                |                          |
| U.S. Finale Ligure     | Finale Ligure (SV)           |                          |
| A.C. Imperia           | Imperia (IM)                 |                          |
| U.S. Lavagnese         | Lavagna (GE)                 |                          |
| U.S. Loanesi           | Loano (SV)                   |                          |
| Pol. Migliarinese      | La Spezia (SP)               |                          |
| G.S. Pegliese Rostkafé | Pegli (GE)                   |                          |
| U.S. Pontedecimo       | Pontedecimo (GE)             |                          |
| A.C. Sammargheritese   | Santa Margherita Ligure (GE) | Stadio Eugenio Broccardi |
| U.S. Sanremese         | Sanremo (IM)                 |                          |
| U.S. Sestri Levante    | Sestri Levante (GE)          |                          |
| F.C. Vado              | Vado Ligure (SV)             |                          |
| Ventimiglia Calcio     | Ventimiglia (IM)             |                          |

## Classifica finale
|  | Pos. | Squadra           | Pt | G  | V  | N  | P  | GF | GS | DR  |
|  | ---- | ----------------- | -- | -- | -- | -- | -- | -- | -- | --- |
|  | 1.   | Pontedecimo       | 35 | 30 | 12 | 11 | 7  | 33 | 28 | +5  |
|  | 2.   | Pegliese Rostcafé | 35 | 30 | 13 | 9  | 8  | 30 | 28 | +2  |
|  | 3.   | Imperia           | 34 | 30 | 13 | 8  | 9  | 35 | 22 | +13 |
|  | 4.   | Albenga           | 34 | 30 | 11 | 12 | 7  | 29 | 23 | +6  |
|  | 5.   | Sammargheritese   | 33 | 30 | 13 | 7  | 10 | 35 | 25 | +10 |
|  | 6.   | Lavagnese         | 31 | 30 | 10 | 11 | 9  | 32 | 28 | +4  |
|  | 7.   | Ventimiglia       | 31 | 30 | 11 | 9  | 10 | 29 | 27 | +2  |
|  | 8.   | Entella Chiavari  | 31 | 30 | 8  | 15 | 7  | 25 | 23 | +2  |
|  | 9.   | Sanremese         | 30 | 30 | 10 | 10 | 10 | 23 | 20 | +3  |
|  | 10.  | Migliarinese      | 29 | 30 | 8  | 13 | 9  | 29 | 31 | -2  |
|  | 11.  | Ceparana          | 29 | 30 | 11 | 7  | 12 | 26 | 29 | -3  |
|  | 12.  | Cairese           | 29 | 30 | 11 | 7  | 12 | 20 | 24 | -4  |
|  | 13.  | Loanesi           | 28 | 30 | 8  | 12 | 10 | 25 | 30 | -5  |
|  | 14.  | Sestri Levante    | 28 | 30 | 7  | 14 | 9  | 30 | 31 | -1  |
|  | 15.  | Vado              | 22 | 30 | 5  | 12 | 13 | 25 | 39 | -14 |
|  | 16.  | Finale            | 21 | 30 | 6  | 9  | 15 | 28 | 46 | -18 |

## Spareggi

### Spareggio promozione
| Squadra 1   | Risultato       | Squadra 2         |
| ----------- | --------------- | ----------------- |
| Pontedecimo | 2 - 2 (7-6 dcr) | Pegliese Rostcafé |

| Genova 20 maggio 1995                        | Pontedecimo          | 2 – 2 (d.t.s.) | Pegliese Rostcafé |  |
| \| \| \| \| \| \| Tiri di rigore 7 – 6 \| \| |                      |                |                   |  |
|                                              |                      |                |                   |  |
|                                              | Tiri di rigore 7 – 6 |                |                   |  |

### Spareggio salvezza
| Squadra 1 | Risultato | Squadra 2      |
| --------- | --------- | -------------- |
| Loanesi   | 2 - 1     | Sestri Levante |

| Rossiglione 21 maggio 1995 | Loanesi | 2 – 1 | Sestri Levante |  |

## Verdetti finali
- Pontedecimo promosso al Campionato Nazionale Dilettanti.
- Sestri Levante, Vado e Finale Ligure retrocedono in Promozione.